# Reino de Escocia
Escocia (en gaélico escocés: Alba, en escocés: Scotland), oficialmente Reino de Escocia (en gaélico escocés: Rìoghachd na h-Alba, en escocés: Kinrick o Scotland), fue un Estado en el noroeste de Europa, que existió entre los años 843 y 1707. Ocupaba el tercio norte de la isla de Gran Bretaña (actual posición de Escocia), compartiendo frontera terrestre al sur con el Reino de Inglaterra (con el que se unió para formar el Reino de Gran Bretaña, en los términos del Acta de Unión, en 1707). Limitaba con el mar del Norte al este, el océano Atlántico al norte y oeste, y el canal del Norte y el mar de Irlanda al suroeste. Edimburgo, la ciudad más grande del país, fue precedida por las ciudades de Scone, Dunfermline y Stirling, como capital del país.
En su historia temprana, Escocia estaba habitada por 5 pueblos;
- Los pictos: Que habitaban en las largas áreas de los ríos del norte, Forth y Clyde
- Los escotos de Irlanda: Que habitaban la zona de Argyll en los siglos V-VI y dominaban la mayor parte de Escocia.
- Los anglos: Que habitaban Lothian
- Los britanos: Que habitaban Strathclyde
- En el siglo IX llegaron los vikingos, que invadieron las islas del norte (Shetland y las Orcadas) además de Caithness, Sutherland y las Islas Hébridas Exteriores.

La unificación de estas poblaciones no se produjo hasta mediados del siglo IX con Kenneth MacAlpin. Desde, 1482, cuando Inglaterra tomó el control de la ciudad costera de Berwick-upon-Tweed, el territorio del Reino de Escocia pasó a ser el igual al de la actual Escocia. En 1603, el rey escocés Jacobo VI accedió a la corona de Inglaterra, uniéndolas en una sola. Esto fue seguido de la unión de los parlamentos en 1707 con el Acta de Unión.

## Historia

Lenguas de Escocia a principios del siglo XV, a partir de la evidencia toponímica.
Norn
Gaélico escocés
Scots/Inglés

El reino de Escocia fue creado en el año 843 por Kenneth MacAlpin a partir de la unión del Reino de Dalriada con la confederación establecida por los pictos (Fortriu). Inicialmente el reino comprendía la zona norte de los ríos Forth y Clyde, restando el territorio de la Escocia actual bajo el poder de los britanos, los cuales establecieron una serie de reinos que posteriormente fueron unidos a Escocia.
Así en tiempos de Constantino II de Escocia y Malcolm II las fronteras se establecen en los alrededores del río Tweed. En 1124, Alejandro I consigue incorporar al reino los territorios del Reino de Strathclyde (actual región de Strathclyde) y Lothian, territorios que fueron confirmados por su hermano David I, y que en 1237 fueron ratificados con el rey de Inglaterra como intermediario la firma del Tratado de York. En 1234 Alejandro II de Escocia consigue incorporar el territorio de Galloway a sus dominios en una guerra contra Enrique III de Inglaterra. En 1263 Alejandro III consigue el control de las islas Hébridas, la Isla de Man y Caithness gracias a su victoria sobre las fuerzas del Reino de Noruega de Haakon IV en la Batalla de Largs, conquista que fue ratificada mediante la firma del Tratado de Perth en 1266 por parte del rey Magnus VI. 
Kenneth McAlpin aparece en la historia como cabeza de la resistencia de los pictos contra la invasión vikinga. Los vikingos había invadido el país y exterminado por completo a la población picta de las islas Orcadas y Shetland y avanzaban por el resto de Escocia. Por algunos años McAlpin resistió la invasión y fue reconocido como Rey del País de los Pictos, no como Rey de Escocia; Escocia aún no existía como país.
En 878 el rey Aedh es asesinado por su lugarteniente Geric, un refugiado gaélico que escapó de la invasión vikinga. Geric se hizo del trono y repartió la tierra entre sus compañeros gaélicos. Los primos Constantino y Donald regresaron de su refugio en Irlanda y reclamaron el trono de Aedh. Constantino y Malcolm vencen a Geric, que muere en su fortaleza de Dundurn en 889. Debido a sus años de exilio en Irlanda, Constantino y Donald favorecen a sus compañeros gaélicos o scotti, como los romanos llamaban a los irlandeses, a pesar de que los dos primos eran de pura sangre picta. El País de los Pictos comienza a conocerse como el Reino de Alba o Escocia, el País de los Irlandeses.
Un acontecimiento decisivo en la historia de Escocia fue la Batalla de Brunanburh, batalla que enfrentó a una coalición de escoceses, vikingos y bretones contra el ejército inglés del rey Athelstan en 937. Si bien la victoria fue para los ingleses, los contendientes quedaron exhaustos, y los ingleses desistieron en invadir Escocia y los límites entre ambos reinos quedaron establecidos por siglos.
En 1295, Juan Balliol firmó la Alianza Auld con Felipe IV de Francia contra el Reino de Inglaterra (esta alianza duró hasta finales de 1560). En 1448 se produce la última gran adquisición territorial de Escocia, al obtener Jacobo III de Escocia por parte de Margarita de Dinamarca (hija del rey Cristian I de Dinamarca) las islas Órcadas y las Shetland. Finalmente Jaime IV de Escocia, hijo de los anteriores, conseguirá en 1472 la unión definitiva de todas las islas del norte al Reino de Escocia.

## Reforma religiosa

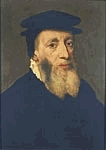
John Knox.

Durante el siglo XVI Escocia sufre una Reforma Protestante. En la primera parte del siglo, las enseñanzas de Martín Lutero primero y Juan Calvino después, comienzan a influir en Escocia. La ejecución de una serie de predicadores protestantes, en particular del luterano Patrick Hamilton en 1527 y del calvinista George Wishart en 1546, que fue quemado en la hoguera acusado de herejía por el cardenal David Beaton, no paran la expansión de estas ideas. Poco después de la ejecución de Wishart el cardenal Beaton fue asesinado. 
La eventual Reforma de la Iglesia de Escocia fue llevada a cabo por el parlamento desde 1560 (durante la minoría de edad de María I de Escocia), cuando la mayoría de los escoceses adoptan el calvinismo. La figura más influyente fue la de John Knox, que había sido discípulo de Calvino y Wishart. El Catolicismo no es eliminado totalmente, y se mantuvo vivo en particular en partes de las tierras altas.

## Unión personal con Inglaterra

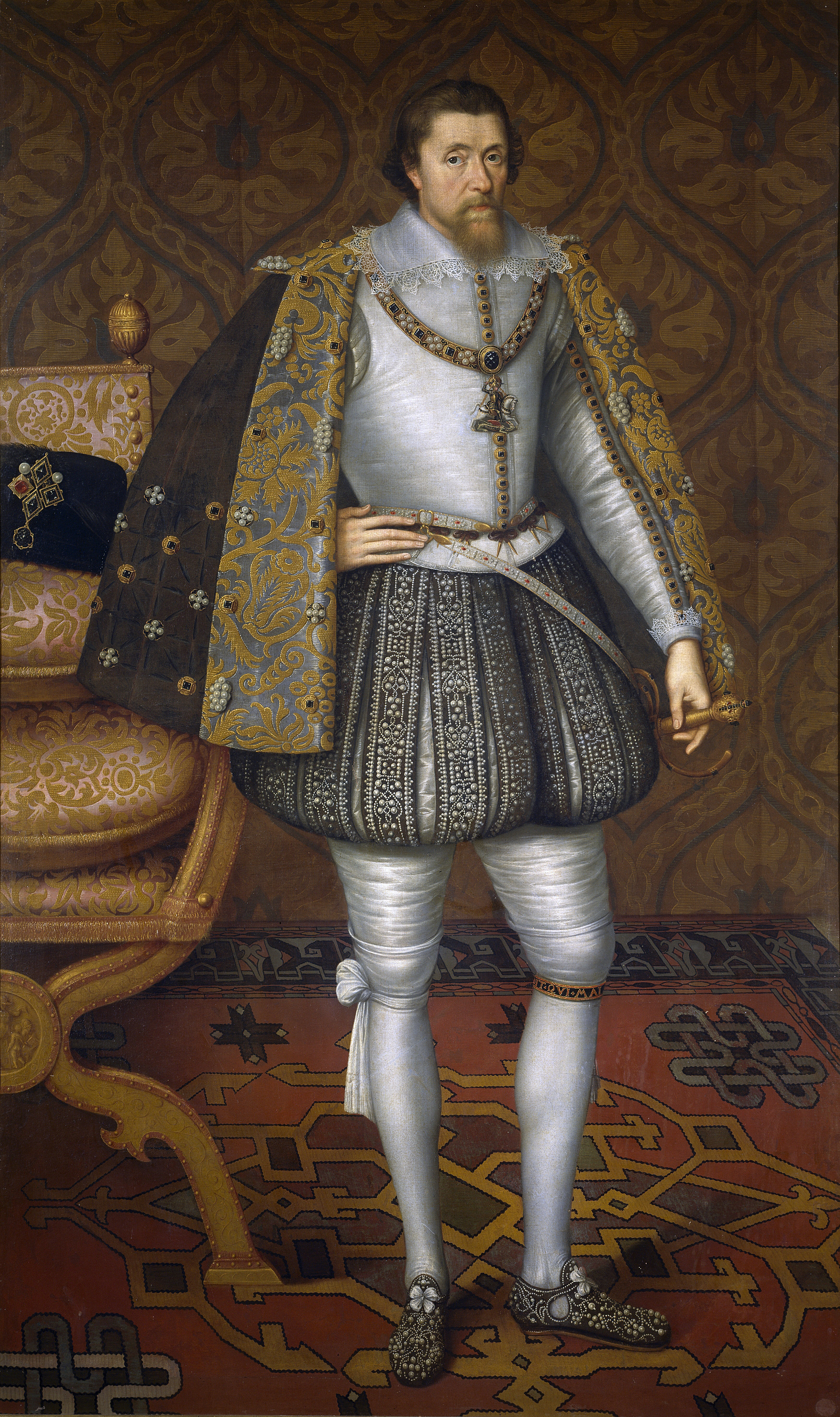
Retrato de Jacobo I de Inglaterra y VI de Escocia.

Tras la muerte prematura de Jacobo V de Escocia en 1542, su hija María de Escocia fue coronada reina con tan solo 6 días de vida, teniendo la regencia durante su minoría de edad del Lord Protector James Hamilton, cargo que ocupó hasta finales de 1554. Durante la regencia, la madre de María, María de Guisa, se hace con el poder, preparando el matrimonio de Maria con el príncipe Eduardo de Inglaterra, aunque esto no se lleva a cabo.
La negativa de María de Guisa acarrea que a partir de aquel momento surge un enfrentamiento con el Reino de Inglaterra, primeramente con Enrique VIII y, posteriormente, con Isabel I. En medio del conflicto dinástico y religioso (María de Escocia era la legítima heredera del reino de Inglaterra por ser considerada Isabel I ilegítima según la religión católica), María de Escocia fue encarcelada por Isabel I y asesinada en febrero de 1587, habiendo previamente abdicado la Corona escocesa en favor de su hijo Jacobo VI de Escocia
Después del fallecimiento de Isabel I en 1603, Jacobo VI fue nombrado heredero legítimo del trono inglés, convirtiéndose en el iniciador de la Dinastía Estuardo y adoptando el nombre de Jacobo I de Inglaterra. Esta unión del reino (junto con Irlanda, que en aquellos momentos formaba parte de Inglaterra) fue meramente personal, manteniendo los dos su práctica independencia política.

## Mancomunidad y el Protectorado
En el siglo XVII se dio un periodo de disturbios en Escocia, la confrontación religiosa de Escocia contra Carlos I, que trata de imponer el estilo inglés en los libros de oración de la Iglesia de Escocia da lugar a la creación del "National Covenant" (Pacto Nacional), y más tarde la Guerra de las Bisbas, la Guerra Civil Escocesa y las Guerras de los Tres Reinos. Entre 1651 y 1660 Escocia fue ocupada por un ejército militar inglés dirigido por George Monck bajo las órdenes de Oliver Cromwell.
Durante el establecimiento de El Protectorado, el gobierno de Oliver Cromwell como Lord Protector, se abole el Parlamento de Escocia. Al final de este período de gobierno se devuelve el poder al pueblo bajo la restauración monárquica de Carlos II.

## Unión con Inglaterra

Bandera del Reino de Gran Bretaña, del que Escocia formaría parte a partir de 1707.

A principios del siglo XVIII la principal razón de la política inglesa fue asegurar la sucesión del trono británico en caso de no tener descendencia directa. Así según el Acta de Establecimiento, firmada en 1701 la Corona inglesa, en caso de no tener descendencia directa, pasaría a la casa de Hannover, de religión protestante. En 1702 la muerte del rey Guillermo III trae el ascenso al trono de Ana I, la cual no tenía heredero a la muerte del príncipe Guillermo de Gloucester en 1700.
En 1703, la unión dinástica entre el Reino de Inglaterra y el Reino de Escocia estaba en crisis, ya que el Parlamento de Escocia pretendía instaurar una dinastía independiente. El Parlamento insta a la ejecución de Carlos I durante la Guerra Civil Inglesa, un hecho que no cuenta con ninguna petición de ayuda del Parlamento Escocés y que podía ser interpretada como una ofensa y una ilegitimidad. Esta teórica independencia no era deseada por Inglaterra ya que el establecimiento de un reino independiente escocés podía acarrear una alianza de este país con algún enemigo de los ingleses, y a su vez, un ataque contra sus territorios, por lo cual, el problema escocés debía ser neutralizado y garantizar la sucesión en la casa de Hannover.
La firma del Acta de Unión de 1707 trae consigo la creación del Reino de Gran Bretaña, disolviéndose así los parlamentos de cada uno de estos dos reinos y estableciendo el Parlamento del Reino Unido con sede en el Palacio de Westminster.

## Reyes de Escocia

### LaDinastía de Alpin
- Kenneth I, 843–858
- Donald I de Escocia, 858–862
- Constantino I de Escocia, 862–877
- Aedh de Escocia, 877–878
- Eochaid de Escocia, 878–889
- Giric de Escocia, 878–889
- Donald II de Escocia, 889–900
- Constantino II de Escocia, 900–943
- Malcolm I de Escocia, 943–954
- Indulf de Escocia, 954–962
- Dubh de Escocia, 962–966
- Culen de Escocia, 966–971
- Kenneth II de Escocia, 971–995
- Constantino III de Escocia, 995–997
- Kenneth III de Escocia, 997–1005
- Malcolm II, 1005–1034
- Duncan I, 1034–1040
- Macbeth, 1040–1057
- Lulach, 1057–1058

### Ladinastía de Dunkeld
- Malcolm III, 1058–1093
- Donald III, 1093–1094 1094–1097
- Duncan II, 1094
- Edgardo de Escocia, 1097–1107
- Alejandro I, 1107–1124
- David I, 1124–1153
- Malcolm IV, 1153–1165
- Guillermo I, 1165–1214
- Alejandro II, 1214–1249
- Alejandro III, 1249–1286
- Margarita I, 1286–1290

### La dinastía de Balliol
- Juan Balliol, 1292–1296

### La dinastía de Bruce
- Roberto I, 1306–1329
- David II, 1329–1371

### La dinastía de Balliol
Eduardo Balliol y David II lucharon por el trono.
- Eduardo Balliol, 1332–1338

### Ladinastía de Estuardo
- Roberto II, 1371–1390
- Roberto III, 1390–1406
- Jacobo I, 1406–1437
- Jacobo II, 1437–1460
- Jacobo III, 1460–1488
- Jacobo IV, 1488–1513
- Jacobo V, 1513–1542
- María I, 1542–1567
- Jacobo VI de Escocia, 1567–1625

### Ladinastía de Estuardo(continuación en el caso deEscocia)
- Jacobo I de Inglaterra, 1567 (Escocia), 1603 (Inglaterra) –1625
- Carlos I, 1625–1649

### La República de Inglaterra y el Protectorado
La república duró hasta 1653, y fue sucedida por el Protectorado que terminó en 1659 y fue seguido de desorden hasta la restauración de 1660.
- Oliver Cromwell, 1653–1658
- Richard Cromwell, 1658–1659

### Ladinastía de Estuardo(restauración)
- Carlos II "el Alegre Monarca", 1660–1685
- Jacobo VII, 1685–1689
- María II, Princesa de Orange, 1689–1694
- Guillermo III, Príncipe de Orange, 1689–1702